# Уиндрич, Уильям Гордон
Уильям Гордон Уиндрич (14 мая 1921 — 2 декабря 1950) — штаб-сержант Корпуса морской пехоты США, награждён посмертно медалью Почёта за выдающийся героизм служа взводным сержантом во время битвы за Чосинское водохранилище в ходе Корейской войны.
Штаб-сержант Уиндрич погиб в бою ранним утром 2 декабря 1950 года близ Юдам-ни, Северная Корея в ходе ожесточённой ночной битвы с китайскими силами на высоте 1520. Он отказался от эвакуации, несмотря на два ранения: одно осколком гранаты, пробившим каску, другое пулями в ноги. Он продолжал командовать своими людьми, размещая их по оборонительным порядкам и выкрикивал слова воодушевления, пока не скончался от ран и сильного холода. Его тело было вынесено с высоты и захоронено на Арлингтонском национальном кладбище в округе Арлингтон, штат Виргиния.
Медаль Почёта была вручена его вдове министром ВМС Дэниелом Кимбеллом на церемонии 8 февраля 1952 года в Вашингтоне.

## Военная карьера
Уильям Уиндрич родился 14 мая 1921 года в г. Чикаго, штат Иллинойс. Посещал общественные школы в Хэммонде, штат Индиана.
6 июня 1938 года в возрасте 17 лет он вступил в резерв корпуса морской пехоты и в ноябре 1940 года был переведён на действительную службу.
Во время второй мировой войны он провёл 20 месяцев за морем, на Южном и Центральном Тихоокеанском театре служа пулемётчиком во 2 и 5 батальонах, участвовал в высадке на атолл Тарава. В ноябре 1945 он был демобилизован, но в феврале следующего года снова вступил в ряды морской пехоты.
Летом 1946 года он принимал участие в испытании ядерных бомб на атолле Бикини, служа на борту корабля USS Mount McKinley. Также он служил унтер-офицером в охране завода по производству военно-морского вооружения в Вашингтоне, в главном штабе морской пехоты и в континентальном Китае.
После начала Корейской войны штаб-сержант Уиндрич служил в военной полиции на базе Кэмп-Пендлтон, штат Калифорния. Он отправился за море вместе с первой временной бригадой морской пехоты и был одним из первых морских пехотинцев, вступивших в боевые действия в Корее. Он участвовал в высадке в Инчхоне и в захвате Сеула. В ходе кампании у Чосинского водохранилища он служил сержантом стрелкового взвода роты I, третьего батальона, пятого полка первой дивизии морской пехоты. Уиндрич погиб, когда первая дивизия перегруппировывалась для своего ставшего знаменитым прорыва к морю. Его тело было опознано и возвращено в США в 1955 году и захоронено на Арлингтонском национальном кладбище.

## Награды
Штаб-сержант Уиндрич удостоился следующих наград:
| Золотая звезда повторного награждения                   |                            |                                                                                      |
| Бронзовая звезда за службу · Бронзовая звезда за службу | Бронзовая звезда за службу |                                                                                      |
|                                                         | Бронзовая звезда за службу |                                                                                      |
|                                                         |                            | Бронзовая звезда за службу · Бронзовая звезда за службу · Бронзовая звезда за службу |
|                                                         |                            |                                                                                      |

| 1-й ряд | Медаль Почёта                                         | Медаль Почёта                                         | Пурпурное сердце с одной золотой 5/16 дюймовой звездой повторного награждения     | Пурпурное сердце с одной золотой 5/16 дюймовой звездой повторного награждения     | Боевая ленточка                                                  | Боевая ленточка                                                  |
| 2-й ряд | Presidential Unit Citation с двумя звёздами за службу | Presidential Unit Citation с двумя звёздами за службу | Медаль «За безупречную службу» с одной бронзовой звездой за службу                | Медаль «За безупречную службу» с одной бронзовой звездой за службу                | Медаль «За защиту Америки»                                       | Медаль «За защиту Америки»                                       |
| 3-й ряд | Медаль «За Американскую кампанию»                     | Медаль «За Американскую кампанию»                     | Медаль «За Азиатско-тихоокеанскую кампанию» с одной бронзовой звездой за кампанию | Медаль «За Азиатско-тихоокеанскую кампанию» с одной бронзовой звездой за кампанию | Медаль Победы во Второй мировой войне                            | Медаль Победы во Второй мировой войне                            |
| 4-й ряд | Медаль «За службу в Китае»                            | Медаль «За службу в Китае»                            | Медаль «За службу национальной обороне»                                           | Медаль «За службу национальной обороне»                                           | Медаль «За службу в Корее» с тремя бронзовыми звёздами за службу | Медаль «За службу в Корее» с тремя бронзовыми звёздами за службу |
| 5-й ряд | Благодарность президента Республики Корея             | Благодарность президента Республики Корея             | Медаль «За службу ООН в Корее»                                                    | Медаль «За службу ООН в Корее»                                                    | Медаль «За службу на Корейской войне»                            | Медаль «За службу на Корейской войне»                            |

## Наградная запись к медали Почёта
Президент США от имени Конгресса берёт на себя честь вручить медаль Почёта посмертно

ШТАБ-СЕРЖАНТУ УЛЬЯМУ Г. УИНДРИЧУ
КОРПУС МОРСКОЙ ПЕХОТЫ США

За выдающуюся храбрость и отвагу, проявленные с риском для жизни при выполнении и перевыполнении долга службы на посту взводного сержанта роты I, третьего батальона, пятого полка первой (усиленной) дивизии морской пехоты в бою с против сил вражеского агрессора близ Юдам-ни в ночь на 1 декабря 1950 года. Быстро организовав отделение, когда противник предпринял внезапную яростную контратаку против передовых постов позиции его роты, что сорвало атаку противника, штаб-сержант УИНДРИЧ , вооружённый карабином, возглавил атаку на вершину холма, немедленно столкнувшись с превосходящими силами противника, и под сокрушительным огнем вражеского автоматического оружия, миномётов и гранат направлял эффективный огонь, чтобы сдержать атакующих и прикрыть отход наших войск на господствующие позиции. Когда семеро его людей были повергнуты на землю в ходя яростного боя и он сам был ранен в голову взрывом гранаты он пробился к позициям роты и, организовав небольшой отряд из добровольцев, вернулся с ними для эвакуации раненых и умирающих на замёрзшем склоне холма, стоически отказываясь при этом от медицинской эвакуации. Немедленно перегруппировав оставшихся людей штаб-сержант УИНДРИЧ разместил их на левом фланге оборонительного сектора после чего враг снова пошёл в атаку. Раненый в ногу в последующем ожесточённом сражении он храбро сражался со своими людьми, выкрикивая слова воодушевления и направляя огонь, пока атака не была отражена. Отказываясь от эвакуации, несмотря на то что он не мог стоять он продолжал руководить своим взводом в организации оборонительных позиций пока ослабевший от свирепого мороза, большой потери крови и сильных болей не потерял сознание и не умер. Его доблестное руководство, сила духа и мужественный боевой дух, несмотря на огромные трудности, вдохновляли других на героические усилия по достижению цели и свидетельствовали о высочайшей заслуге штаб-сержанта УИНДРИЧА и Военно-морской службы США. Он храбро отдал свою жизнь за свою страну.
/ПОДП/ ГАРРИ С. ТРУМЭН
Оригинальный текст (англ.)
The President of the United States in the name of The Congress takes pride in presenting the MEDAL OF HONOR posthumously to
STAFF SERGEANT WILLIAM G. WINDRICH
UNITED STATES MARINE CORPS
for service as set forth in the following CITATION:
For conspicuous gallantry and intrepidity at the risk of his life above and beyond the call of duty as Platoon Sergeant of Company I, Third Battalion, Fifth Marines, First Marine Division (Reinforced), in action against enemy aggressor forces in the vicinity of Yudam-ni, Korea, the night of 1 December 1950. Promptly organizing a squad of men when the enemy launched a sudden, vicious counterattack against the forward elements of his company's position, rendering it untenable, Staff Sergeant WINDRICH, armed with a carbine, spearheaded the assault to the top of the knoll immediately confronting the overwhelming force and, under shattering hostile automatic weapons, mortar and grenade fire, directed effective fire to hold back the attackers and cover the withdrawal of our troops to commanding ground. With seven of his men struck down during the furious action and he, himself, wounded in the head by a bursting grenade, he made his way to his company's position and, organizing a small group of volunteers, returned with them to evacuate the wounded and dying from the frozen hillside, staunchly refusing medical attention himself. Immediately redeploying the remainder of his troops, Staff Sergeant WINDRICH placed them on the left flank of the defensive sector before the enemy again attacked in force. Wounded in the leg during the bitter fight that followed, he bravely fought on with his men, shouting words of encouragement and directing their fire until the attack was repelled. Refusing evacuation although unable to stand, he still continued to direct his platoon in setting up defensive positions until, weakened by the bitter cold, excessive loss of blood and severe pain, he lapsed into unconsciousness and died. His valiant leadership, fortitude and courageous fighting spirit against tremendous odds served to inspire others to heroic endeavor in holding the objective and reflect the highest credit upon Staff Sergeant WINDRICH and the United States Naval Service. He gallantly gave his life for his country.
/S/ HARRY S. TRUMAN